# Survival Arts
Survival Arts (サバイバルアーツ?, Sabaibaru Ātsu) è un videogioco arcade sviluppato dalla Scarab e pubblicato dalla Sammy (rinominata Sega Sammy Holdings dopo una fusione parziale con SEGA). Il gioco usa degli attori in carne e ossa unendoli a un gameplay pieno di sangue e violenza in stile Mortal Kombat. Ne sono state prodotte due versioni, una per Sega Genesis e una per Sega Mega Drive, mai pubblicate. 

## Trama
Il luogo di nascita e il rapporto tra forza ed energia delle cosiddette Arti di sopravvivenza sono rimaste un mistero da molto tempo; tuttavia, otto guerrieri provenienti da diverse parti del mondo hanno scoperto alcune delle mosse più potenti di queste Arti. Gli otto combattenti si qualificano al Gran Torneo per decidere chi di loro riuscirà a ottenere tutti i segreti delle Arti.

## Modalità di gioco
Come in ogni picchiaduro a incontri che si rispetti, l'obiettivo è sconfiggere l'avversario in un incontro 1 contro 1 al meglio dei 3 round. I giocatori possono scegliere tra 8 diversi lottatori, tutti con i propri stili di combattimento. Un'abilità unica è quella di usare degli oggetti che cadono a terra. È anche possibile finire il combattimento in base all'arma che si usa per sconfiggere l'avversario, in quanto quest'ultimo può essere decapitato, bruciato, elettrizzato, tagliato in due o disassemblato.

## Personaggi
Viper (ヴァイパー?, Vaipā)
Il protagonista del gioco, è un ricco maestro di arti marziali. Entra nel torneo per guadagnare abbastanza soldi per poter costruire un dojo tutto suo. Interpretato da Jon Walter.
Gunner (ガンナー?, Gannā)
Un tempo ufficiale della polizia, dopo aver scoperto che Dantel non era un essere umano si era ritirato per imparare le arti marziali, e partecipa al torneo per scoprirne i segreti. Interpretato da Brian Creech.
Mongo (マンゴ?, Mango)
Un ex-soldato che, dopo aver imparato le arti marziali, considera la lotta come uno strumento di vita. È sempre il primo personaggio ad essere affrontato dal giocatore. Interpretato da Kanda David.
Tashia (ターシャ?, Tāsha)
Un membro del gruppo kunoichi "Cobra", vuole imparare a combattere contro la fazione rivale, la "Tigre". Interpretata da Saskia.
Kane (ケイン?, Kein)
Un extraterrestre che spera di avere un posto sulla Terra partecipando al torneo, in barba a ogni sofferenza che subisce nel mondo degli umani. Interpretato da Hideaki Takahashi.
Santana (サンタナ?, Santana)
Un wrestler professionale malvagio che decide di entrare nel torneo per aumentare la sua forza. Interpretato da Hose Brand.
Hiryu (ヒリュウ?, Hiryū)
Come Tashia, appartiene al clan del "Cobra" e ne condivide lo scopo. Interpretata da Takeaki Katoh.
Hanna (ハンナ?, Hanna)
Una guerriera del deserto la cui famiglia venne assassinata da un messaggero, entra nel torneo per scoprire perché la sua famiglia è stata massacrata. Interpretata da Monica Brown.
Dantel (ダンテル?, Danteru)
L'antagonista e boss finale del gioco, è il fondatore del torneo Survival Arts, e si nutre di cadaveri umani che in origine erano dei grandi guerrieri, in modo da diventare immortale. Piuttosto che scegliersi un erede, preferisce vedere i propri discepoli combattersi a vicenda. È capace di trasformarsi in qualunque personaggio, compreso il giocatore stesso. Interpretato da Sam Radetsky.